# Сайкс, Перси
Сэр Перси Сайкс (англ. Sir Percy Molesworth Sykes; 1867—1945) — британский военный, дипломат и писатель, автор большого количества исторических, географических и биографических трудов, оставивший также описание своих путешествий по Персии.

## Биография
Перси Сайкс родился в Бромптоне, Кент и был единственным сыном Уильяма Сайкса. Получив начальное образование в школе Рэгби, он поступил в Королевской военной академии в Сандхёрсте. Получив направление в 16-й королевский уланский полк, он перевёлся во 2-й драгунский полк в 1888 году. Затем он получил направление в Индию и совершил несколько путешествий по Персии и Белуджистану. Во время второй бурской войны Сайкс служил в департаменте разведки и командовал англ. Montgomery Imperial Yeomanry. Королевское географическое общество наградило его грантом в 1899 году и присудило англ. Patron's Gold Medal в 1902. В том же году он перевёлся в Индийскую армию, после чего нескольких лет много путешествовал по Ближнему Востоку. В 1906 году он был назначен генеральным консулом в Хузестан.
В конце 1915 года Сайкс временно получил звание бригадного генерала и был направлен в Персию в качестве военного инструктора с целью помочь уменьшить германское влияние в южной Персии. Его формирования поддерживали русскую армию против Турции и поддерживали порядок в стране. В 1917 году его южноперсидские стрелки на некоторое время получили поддержку персидских властей, однако вскоре вскоре им пришлось столкнуться с возросшей враждебностью местного населения.
Сайкс уволился из армии в 1924 году в звании бригадного генерала. С 1932 года и до своей смерти он был почётным секретарём Королевского общества Центральной Азии, предшественника нынешнего Королевского общества по азиатским вопросам, в числе наград которого есть мемориальная медаль в честь Перси Сайкса.
В 1902 году Сайкс женился на Ивлин Сетон (англ. Evelyn Seton), в браке с которой имел шестерых детей. Одна из его дочерей была замужем за дипломатом сэром Патриком Рейли.